# 郭文周
郭文周（1512年—1578年），原名郭公週，字景復，號東山，福建福寧州福安縣人，民籍，明朝政治人物。

## 生平
嘉靖二十二年（1543年）癸卯科福建鄉試第四十三名舉人。嘉靖二十三年（1544年）中式甲辰科會試第一百八名，登第三甲第一百零七名進士。授中书舍人，二十七三月选授雲南道試監察御史，弹劾刑部左侍郎詹瀚，令其致仕。之后改名郭文周，三十一年巡按廣東，三十五年三月掌吏部事大学士李本奉诏考察不职科道官共三十八人，以不谨闲住。

## 家族
曾祖郭克茂；祖父郭惟盛；父郭允寧，母李氏。慈侍下。兄景调、景鳴。弟景聲、景芝、文賓。